# Df (Unix)

df (în engleză disk free) estimează spațiul liber pe disc în sistemele UNIX. În general, comanda este implementată prin accesarea fișierului mtab sau a funcției de sistem statfs.

## Istorie
Comanda df a fost introdusă în versiunea 1 a AT&T UNIX.

## Sintaxă
```
df [-k] [-P|-t] [-del] [file...]
```

unde file este numele fișierului sau directorul. Dacă file nu este specificat, directorul root (/) este folosit în evaluare.
Printre opțiunile cele mai folosite amintim:
-a (all) tipărește fiecare fișier, nu numai directoarele
-h (human readable) dimensiunile sunt tipărite în forma 1K (kiloocteți), 2M (megaocteți), 3G (gigaocteti)
-k tipărește dimensiunile în kiloocteti
-P folosește formatul portabil de ieșire POSIX
Single Unix Specification definește spațiul în termeni de blocuri. Fiecare bloc are 512 octeți. Aceasta este valoarea istorică a blocului de date în UNIX și este folosită într-o serie de alte comenzi precum du sau ls. System V are un bloc de 512 octeți, în timp ce în variantele BSD se folosește 512 sau 1024 în funcție de sistem. Opțiunea -k a fost introdusă ca un compromis pentru a converti totul în kilobytes (presupune un bloc de 1024 octeți). BSD și pachetul GNU coreutils suportă de asemenea opțiunea -h (human readable) în care spațiul este calculat pe baza multiplilor din Sistemul Internațional de Unități (K pentru kilo, M pentru mega, G pentru giga etc.)

## Exemple
```
$ df -k
Filesystem    1024-blocks      Free %Used    Iused %Iused Mounted on
/dev/hd4            32768     16016   52%     2271    14% /
/dev/hd2          4587520   1889420   59%    37791     4% /usr
/dev/hd9var         65536     12032   82%      518     4% /var
/dev/hd3           819200    637832   23%     1829     1% /tmp
/dev/hd1           524288    395848   25%      421     1% /home
/proc                   -         -    -         -     -  /proc
/dev/hd10opt        65536     26004   61%      654     4% /opt
```